# HubMed
HubMed — це альтернативний інтерфейс третьої сторони для PubMed, бази даних біомедичної літератури, створеної Національною медичною бібліотекою США. Він перетворює дані з PubMed та інтегрує їх з даними з інших джерел. Функції включають результати пошуку з рейтингом релевантності, прямий експорт цитат, теги та графічне відображення пов'язаних статей.